# Olearia
Genre
Classification phylogénétique
Olearia est un genre de plante à fleurs appartenant à la famille des Asteraceae. Il y a environ 130 espèces dans le genre trouvées essentiellement en Australie, Nouvelle-Guinée et Nouvelle-Zélande. Le genre comprend des herbes, des buissons et plus rarement des petits arbres.
Certaines espèces d'Olearia sont parasitées par les larves de quelques papillons notamment Aenetus ligniveren, qui pénètrent dans les tiges.

## Quelques espèces
| - Olearia albida - Olearia algida - Olearia allomii - Olearia angustifolia - Olearia arborescens - Olearia argophylla - Olearia asterotricha - Olearia avicennifolia - Olearia buchananii - Olearia capillaris - Olearia chathamica - Olearia cheesmanii - Olearia ciliata - Olearia colensoi - Olearia coriacea - Olearia ericoides - Olearia erubescens - Olearia floribunda - Olearia fragrantissima - Olearia frostii - Olearia furfuracea - Olearia glandulosa - Olearia hectoris - Olearia hookeri - Olearia ilicifolia - Olearia insignis - Olearia iodochroa - Olearia lacunosa - Olearia ledifolia - Olearia lepidophylla | - Olearia lirata - Olearia lyallii - Olearia macrodonta - Olearia megalophylla - Olearia moschata - Olearia myrsinoides - Olearia nernstii - Olearia nummulariifolia - Olearia obcordata - Olearia odorata - Olearia oporina - Olearia pachyphylla - Olearia paniculata - Olearia pannosa - Olearia persoonioides - Olearia phlogopappa - Olearia pinifolia - Olearia ramosissima - Olearia ramulosa - Olearia rani - Olearia rotundifolia - Olearia semidentata - Olearia solandri - Olearia speciosa - Olearia stuartii - Olearia tasmanica - Olearia teretifolia - Olearia tomentosa - Olearia traversii - Olearia virgata - Olearia viscosa |